# Кобахія Валеріан Османович
Валеріан Османович Кобахія (15 травня 1929, Ліхні, тепер Абхазія, Грузія — 28 червня 1992, Ліхні) — радянський діяч, 1-й секретар Абхазького обласного комітету КП Грузії, голова Президії Верховної ради Абхазької АРСР. Член ЦК КП Грузії. Депутат Верховної Ради Грузинської РСР 6-го, 9—11-го скликань. Депутат Верховної Ради СРСР 7—9-го скликань.

## Життєпис
У 1951 році закінчив Сухумський державний педагогічний інститут.
З 1951 року працював вчителем неповної середньої (восьмирічної) школи.
Член КПРС з 1954 року.
Перебував на комсомольській роботі: секретар районного комітету ЛКСМ Грузії, секретар Абхазького обласного комітету ЛКСМ Грузії.
З 1958 року — голова виконавчого комітету районної ради депутатів трудящих Абхазької АРСР.
У 1962 році закінчив Вищу партійну школу при ЦК КПРС.
У 1962—1965 роках — 1-й секретар Гудаутського районного комітету КП Грузії Абхазької АРСР; секретар комітету КП Грузії виробничого колгоспно-радгоспного управління Абхазької АРСР.
У 1965—1975 роках — 1-й секретар Абхазького обласного комітету КП Грузії.
З 1975 до жовтня 1978 року — секретар Президії Верховної ради Абхазької АРСР.
У жовтні 1978 — 24 грудня 1990 року — голова Президії Верховної ради Абхазької АРСР. 25 серпня 1990 року підписав Декларацію про державний суверенітет Абхазії.
Помер 28 червня 1992 року.

## Нагороди
- орден Жовтневої Революції
- два ордени Трудового Червоного Прапора
- орден «Знак Пошани»
- медалі